# Sondre Lerche
Sondre Lerche (5 septembre 1982 à Bergen) est un chanteur et compositeur de pop et de rock norvégien, actif depuis 2001.

## Discographie

### Albums studio
- 2001 - Faces Down
- 2004 - Two Way Monologue
- 2006 - Duper Sessions (Sondre Lerche and The Faces Down Quartet)
- 2007 - Phantom Punch (Sondre Lerche and The Faces Down)
- 2007 - Dan in Real Life (BOF)
- 2009 - Heartbeat Radio
- 2011 - Sondre Lerche
- 2013 - The Sleepwalker (Sondre Lerche & Kato Ådland) (BOF)
- 2014 - Please
- 2017 - Pleasure
- 2020 - Patience